# Zoi Sadowski-Synnott
Zoi Sadowski-Synnott, née le 6 mars 2001 à Sydney, est une snowboardeuse néo-zélandaise, championne du monde de slopestyle en 2019 et médaillée de bronze olympique en Big air un an plus tôt à l'âge de 16 ans. En 2022, elle est sacrée championne olympique du slopestyle, offrant à la Nouvelle-Zélande sa toute première médaille d'or aux Jeux olympiques d'hiver.

## Carrière
En 2017, elle remporte la médaille d'argent en slopestyle lors des championnats du monde. Elle termine en 4e position en Big air. Elle fait partie de l'équipe olympique néo-zélandaise pour les Jeux olympiques d'hiver de 2018. Elle termine en 13e position lors de l'épreuve du slopestyle et remporte le bronze en big air. Un an plus tard, elle remporte la compétition de slopestyle des X-Games à Aspen puis elle est sacrée le 10 février 2019 championne du monde de la discipline après avoir remporté les qualifications de la compétition disputée à Park City, Utah, les finales ayant été annulées en raison des conditions météo.
Aux Championnats du monde de snowboard 2021, elle est médaillée d'or en slopestyle et médaillée d'argent en big air.
Elle remporte la médaille d'or en slopestyle aux Jeux de Pékin 2022  ; pour la Nouvelle-Zélande, il s'agit d'un premier titre olympique en 98 ans aux Jeux olympiques d'hiver.

## Palmarès

### Jeux olympiques
- Médaille d'or en slopestyle aux Jeux olympiques d'hiver de 2022 à Pékin.
- Médaille de bronze en big air aux Jeux olympiques d'hiver de 2018 à Pyeongchang.
- Médaille d'argent en big air aux Jeux olympiques d'hiver de 2022 à Pékin.

### Championnats du monde
- Sierra Nevada - Mondiaux 2017 :
  -  Médaillé d'argent en slopestyle.
- Park City - Mondiaux 2019 :
  -  Médaillé d'or en slopestyle.
- Aspen - Mondiaux 2021 :
  -  Médaillé d'or en slopestyle.
  -  Médaillé d'argent en big air.
- Bakuriani - Mondiaux 2023 :
  -  Médaillé d'argent en slopestyle.
- Engadine - Mondiaux 2025 :
  -  Médaillé d'or en slopestyle.

### Coupe du monde
- 1 petit globe de cristal :
  - Vainqueur du classement slopestyle en 2025.
- (Vainqueur du classement Big Air en 2021 sans petit globe de cristal décerné avec seulement une épreuve).
- 13 podiums 7 victoires.

#### Détails des victoires
| Épreuve / Édition | Big air         | Slopestyle    |
| ----------------- | --------------- | ------------- |
| 2016-2017         | Špindlerův Mlýn |               |
| 2020-2021         | Kreischberg     |               |
| 2022-2023         |                 | Laax          |
| 2023-2024         | Edmonton        |               |
| 2024-2025         | Aspen           | Aspen Flachau |

### Autres
- 2021 :  — Étape du Natural Selection Tour ( Jackson Hole, WY)[8].